# Élections législatives de 2017 en Lot-et-Garonne
Les élections législatives françaises de 2017 se déroulent les 11 et 18 juin 2017. Dans le département de Lot-et-Garonne, trois députés sont à élire dans le cadre de trois circonscriptions.

## Élus
| Circonscription                                 | Député sortant                             | Parti | Parti | Député élu ou réélu | Parti | Parti |
| ----------------------------------------------- | ------------------------------------------ | ----- | ----- | ------------------- | ----- | ----- |
| 1re                                             | Lucette Lousteau                           |       | PS    | Michel Lauzzana     |       | REM   |
| 2e                                              | Régine Povéda* suppléante de Matthias Fekl |       | PS    | Alexandre Freschi   |       | REM   |
| 3e                                              | Jean-Louis Costes                          |       | LR    | Olivier Damaisin    |       | REM   |
| * député sortant ne se représentant pas en 2017 |                                            |       |       |                     |       |       |

## Rappel des résultats départementaux des élections de 2012
| Parti          | Parti                             | Premier tour | Premier tour | Second tour | Second tour | Sièges |
| Parti          | Parti                             | Voix         | %            | Voix        | %           | Sièges |
| -------------- | --------------------------------- | ------------ | ------------ | ----------- | ----------- | ------ |
|                | Parti socialiste                  | 50 197       | 33,73        | 80 547      | 55,55       | 3      |
|                | Divers gauche dont MRC            | 8 794        | 5,91         |             |             | 0      |
|                | Europe Écologie Les Verts         | 3 581        | 2,41         | 0           |             |        |
|                | Majorité présidentielle           | 62 572       | 42,04        | 80 547      | 55,55       | 3      |
|                |                                   |              |              |             |             |        |
|                | Union pour un mouvement populaire | 31 371       | 21,08        | 39 375      | 27,15       | 0      |
|                | Nouveau centre                    | 14 606       | 9,81         | 25 077      | 17,29       | 0      |
|                | Divers droite dont DLR et PCD     | 547          | 0,37         |             |             | 0      |
|                | Droite parlementaire              | 46 524       | 31,26        | 64 452      | 44,45       | 0      |
|                |                                   |              |              |             |             |        |
|                | Front national                    | 24 645       | 16,56        |             |             | 0      |
|                | Front de gauche                   | 11 027       | 7,41         | 0           |             |        |
|                | Divers écologiste dont AÉI        | 1 247        | 0,84         | 0           |             |        |
|                | Mouvement démocrate               | 1 158        | 0,78         | 0           |             |        |
|                | Extrême gauche dont LO et NPA     | 1 066        | 0,72         | 0           |             |        |
|                | Divers                            | 583          | 0,39         | 0           |             |        |
|                |                                   |              |              |             |             |        |
| Inscrits       | Inscrits                          | 240 797      | 100,00       | 240 774     | 100,00      | 3      |
| Abstentions    | Abstentions                       | 87 421       | 36,3         | 89 091      | 37          |        |
| Votants        | Votants                           | 153 376      | 63,7         | 151 683     | 63          |        |
| Blancs et nuls | Blancs et nuls                    | 4 554        | 2,97         | 6 684       | 4,41        |        |
| Exprimés       | Exprimés                          | 148 822      | 97,03        | 144 999     | 95,59       |        |

## Résultats

### Résultats à l'échelle du département
|                                                    |                                      |                           |                           |                          |                          |
|                                                    |                                      | Premier tour 11 juin 2017 | Premier tour 11 juin 2017 | Second tour 18 juin 2017 | Second tour 18 juin 2017 |
|                                                    |                                      |                           |                           |                          |                          |
|                                                    |                                      | Nombre                    | % des inscrits            | Nombre                   | % des inscrits           |
| Inscrits                                           | Inscrits                             | 240 851                   | 100,00                    | 240 845                  | 100,00                   |
| Abstentions                                        | Abstentions                          | 111 796                   | 46,42                     | 125 279                  | 52,02                    |
| Votants                                            | Votants                              | 129 055                   | 53,58                     | 115 566                  | 47,98                    |
|                                                    |                                      |                           | % des votants             |                          | % des votants            |
| Bulletins blancs                                   | Bulletins blancs                     | 2 375                     | 1,84                      | 9 916                    | 8,58                     |
| Bulletins nuls                                     | Bulletins nuls                       | 1 188                     | 0,92                      | 5 147                    | 4,45                     |
| Suffrages exprimés                                 | Suffrages exprimés                   | 125 492                   | 97,24                     | 100 503                  | 86,97                    |
|                                                    |                                      |                           |                           |                          |                          |
| Étiquette politique                                | Étiquette politique                  | Voix                      | % des exprimés            | Voix                     | % des exprimés           |
|                                                    |                                      |                           |                           |                          |                          |
|                                                    | La République en marche              | 38 241                    | 30,47                     | 59 261                   | 58,95                    |
|                                                    | Front national                       | 23 216                    | 18,50                     | 26 339                   | 26,21                    |
|                                                    | La France insoumise                  | 13 980                    | 11,14                     |                          |                          |
|                                                    | Les Républicains                     | 13 150                    | 10,48                     |                          |                          |
|                                                    | Parti socialiste                     | 12 938                    | 10,31                     |                          |                          |
|                                                    | Union des démocrates et indépendants | 8 940                     | 7,12                      | 14 903                   | 14,83                    |
|                                                    | Écologiste                           | 4 461                     | 3,55                      |                          |                          |
|                                                    | Divers droite                        | 4 054                     | 3,23                      |                          |                          |
|                                                    | Parti communiste français            | 2 484                     | 1,98                      |                          |                          |
|                                                    | Debout la France                     | 1 946                     | 1,55                      |                          |                          |
|                                                    | Divers                               | 1 181                     | 0,94                      |                          |                          |
|                                                    | Extrême gauche                       | 901                       | 0,72                      |                          |                          |
| Source : Ministère de l'Intérieur - Lot-et-Garonne |                                      |                           |                           |                          |                          |

### Résultats par circonscription

#### Première circonscription
Député sortant : Lucette Lousteau (Parti socialiste).
|                                                                                |                                                                               |                           |                           |                          |                          |
|                                                                                |                                                                               | Premier tour 11 juin 2017 | Premier tour 11 juin 2017 | Second tour 18 juin 2017 | Second tour 18 juin 2017 |
|                                                                                |                                                                               |                           |                           |                          |                          |
|                                                                                |                                                                               | Nombre                    | % des inscrits            | Nombre                   | % des inscrits           |
| Inscrits                                                                       | Inscrits                                                                      | 88 181                    | 100,00                    | 88 185                   | 100,00                   |
| Abstentions                                                                    | Abstentions                                                                   | 41 457                    | 47,01                     | 47 755                   | 54,15                    |
| Votants                                                                        | Votants                                                                       | 46 724                    | 52,99                     | 40 430                   | 45,85                    |
|                                                                                |                                                                               |                           | % des votants             |                          | % des votants            |
| Bulletins blancs                                                               | Bulletins blancs                                                              | 837                       | 1,79                      | 3 889                    | 9,62                     |
| Bulletins nuls                                                                 | Bulletins nuls                                                                | 382                       | 0,82                      | 2 003                    | 4,95                     |
| Suffrages exprimés                                                             | Suffrages exprimés                                                            | 45 505                    | 97,39                     | 34 538                   | 85,43                    |
|                                                                                |                                                                               |                           |                           |                          |                          |
| Candidat Étiquette politique (partis et alliances)                             | Candidat Étiquette politique (partis et alliances)                            | Voix                      | % des exprimés            | Voix                     | % des exprimés           |
|                                                                                |                                                                               |                           |                           |                          |                          |
|                                                                                | Michel Lauzzana La République en marche                                       | 14 846                    | 32,62                     | 19 635                   | 56,85                    |
|                                                                                | Jean Dionis du Séjour Union des démocrates et indépendants (Les Républicains) | 8 940                     | 19,65                     | 14 903                   | 43,15                    |
|                                                                                | Catherine Lesné Front national                                                | 7 164                     | 15,74                     |                          |                          |
|                                                                                | Céline Boussié La France insoumise                                            | 5 232                     | 11,50                     |                          |                          |
|                                                                                | Lucette Lousteau (députée sortante) Parti socialiste                          | 3 632                     | 7,98                      |                          |                          |
|                                                                                | Maryse Combres Europe Écologie Les Verts                                      | 1 572                     | 3,45                      |                          |                          |
|                                                                                | Muriel Boulmier Divers droite                                                 | 1 448                     | 3,18                      |                          |                          |
|                                                                                | Benoît Aurices Debout la France                                               | 968                       | 2,13                      |                          |                          |
|                                                                                | Danielle Blasco Parti communiste français                                     | 729                       | 1,60                      |                          |                          |
|                                                                                | Rémi Dubernet Extrême gauche (Nouveau Parti anticapitaliste)                  | 285                       | 0,63                      |                          |                          |
|                                                                                | Michaël Van Casteren-Furlan Écologiste (Mouvement 100 %)                      | 281                       | 0,62                      |                          |                          |
|                                                                                | Cécile Perrain Divers (Union populaire républicaine)                          | 243                       | 0,53                      |                          |                          |
|                                                                                | Mohamed El Marbati Lutte ouvrière                                             | 165                       | 0,36                      |                          |                          |
| Source : Ministère de l'Intérieur - Première circonscription de Lot-et-Garonne |                                                                               |                           |                           |                          |                          |

#### Deuxième circonscription
Député sortant : Régine Povéda (Parti socialiste).
|                                                                                |                                                            |                           |                           |                          |                          |
|                                                                                |                                                            | Premier tour 11 juin 2017 | Premier tour 11 juin 2017 | Second tour 18 juin 2017 | Second tour 18 juin 2017 |
|                                                                                |                                                            |                           |                           |                          |                          |
|                                                                                |                                                            | Nombre                    | % des inscrits            | Nombre                   | % des inscrits           |
| Inscrits                                                                       | Inscrits                                                   | 76 979                    | 100,00                    | 76 986                   | 100,00                   |
| Abstentions                                                                    | Abstentions                                                | 35 392                    | 45,98                     | 39 097                   | 50,78                    |
| Votants                                                                        | Votants                                                    | 41 587                    | 54,02                     | 37 889                   | 49,22                    |
|                                                                                |                                                            |                           | % des votants             |                          | % des votants            |
| Bulletins blancs                                                               | Bulletins blancs                                           | 786                       | 1,89                      | 2 946                    | 7,78                     |
| Bulletins nuls                                                                 | Bulletins nuls                                             | 389                       | 0,94                      | 1 647                    | 4,35                     |
| Suffrages exprimés                                                             | Suffrages exprimés                                         | 40 412                    | 97,17                     | 33 296                   | 87,88                    |
|                                                                                |                                                            |                           |                           |                          |                          |
| Candidat Étiquette politique (partis et alliances)                             | Candidat Étiquette politique (partis et alliances)         | Voix                      | % des exprimés            | Voix                     | % des exprimés           |
|                                                                                |                                                            |                           |                           |                          |                          |
|                                                                                | Alexandre Freschi La République en marche                  | 11 473                    | 28,39                     | 19 883                   | 59,72                    |
|                                                                                | Hélène Laporte Front national                              | 8 214                     | 20,33                     | 13 413                   | 40,28                    |
|                                                                                | Matthias Fekl Parti socialiste                             | 6 869                     | 17,00                     |                          |                          |
|                                                                                | Émilien Roso Les Républicains                              | 5 584                     | 13,82                     |                          |                          |
|                                                                                | Sylvio Guingan La France insoumise                         | 3 917                     | 9,69                      |                          |                          |
|                                                                                | Michel Ceruti Parti communiste français                    | 1 086                     | 2,69                      |                          |                          |
|                                                                                | Mathilde Bœuf Europe Écologie Les Verts                    | 1 003                     | 2,48                      |                          |                          |
|                                                                                | Jean-François Bethus Divers droite (577-Les Indépendants)  | 604                       | 1,49                      |                          |                          |
|                                                                                | Patrick Maurin Divers droite                               | 571                       | 1,41                      |                          |                          |
|                                                                                | Dalila Bencheliff Debout la France                         | 479                       | 1,19                      |                          |                          |
|                                                                                | Muriel Duhil Divers (Union populaire républicaine)         | 265                       | 0,66                      |                          |                          |
|                                                                                | David Lacube Écologiste (Alliance écologiste indépendante) | 181                       | 0,45                      |                          |                          |
|                                                                                | Zina Ahmimou Lutte ouvrière                                | 166                       | 0,41                      |                          |                          |
| Source : Ministère de l'Intérieur - Deuxième circonscription de Lot-et-Garonne |                                                            |                           |                           |                          |                          |

#### Troisième circonscription
Député sortant : Jean-Louis Costes (Les Républicains).
|                                                                                 | |                           |                           |                          |                          |
|                                                                                 | | Premier tour 11 juin 2017 | Premier tour 11 juin 2017 | Second tour 18 juin 2017 | Second tour 18 juin 2017 |
|                                                                                 | |                           |                           |                          |                          |
|                                                                                 | | Nombre                    | % des inscrits            | Nombre                   | % des inscrits           |
| Inscrits                                                                        | Inscrits | 75 655                    | 100,00                    | 75 674                   | 100,00                   |
| Abstentions                                                                     | Abstentions | 34 935                    | 46,18                     | 38 427                   | 50,78                    |
| Votants                                                                         | Votants | 40 720                    | 53,82                     | 37 247                   | 49,22                    |
|                                                                                 | |                           | % des votants             |                          | % des votants            |
| Bulletins blancs                                                                | Bulletins blancs | 820                       | 2,01                      | 3 081                    | 8,27                     |
| Bulletins nuls                                                                  | Bulletins nuls | 326                       | 0,80                      | 1 497                    | 4,02                     |
| Suffrages exprimés                                                              | Suffrages exprimés | 39 574                    | 97,19                     | 32 669                   | 87,71                    |
|                                                                                 | |                           |                           |                          |                          |
| Candidat Étiquette politique (partis et alliances)                              | Candidat Étiquette politique (partis et alliances)                                                                               | Voix                      | % des exprimés            | Voix                     | % des exprimés           |
|                                                                                 | |                           |                           |                          |                          |
|                                                                                 | Olivier Damaisin La République en marche                                                                                         | 11 922                    | 30,13                     | 19 743                   | 60,43                    |
|                                                                                 | Étienne Bousquet-Cassagne Front national                                                                                         | 7 839                     | 19,81                     | 12 926                   | 39,57                    |
|                                                                                 | Jean-Louis Costes (député sortant) Les Républicains (Union des démocrates et indépendants - Chasse, pêche, nature et traditions) | 7 566                     | 19,12                     |                          |                          |
|                                                                                 | Rémy Garnier La France insoumise                                                                                                 | 4 833                     | 12,21                     |                          |                          |
|                                                                                 | Guillaume Molierac Parti socialiste                                                                                              | 2 437                     | 6,16                      |                          |                          |
|                                                                                 | Arnaud Devilliers Divers droite                                                                                                  | 1 431                     | 3,62                      |                          |                          |
|                                                                                 | Lionel Feuillas Europe Écologie Les Verts                                                                                        | 1 424                     | 3,60                      |                          |                          |
|                                                                                 | Nicolas Lucmarie Parti communiste français                                                                                       | 669                       | 1,69                      |                          |                          |
|                                                                                 | Bernard Piot Debout la France | 499                       | 1,26                      |                          |                          |
|                                                                                 | Hervé Tassel Divers (577-Les Indépendants)                                                                                       | 407                       | 1,03                      |                          |                          |
|                                                                                 | Gwénaëlle Catheline Lutte ouvrière                                                                                               | 281                       | 0,71                      |                          |                          |
|                                                                                 | Romain Gilet Divers (Union populaire républicaine)                                                                               | 266                       | 0,67                      |                          |                          |
| Source : Ministère de l'Intérieur - Troisième circonscription de Lot-et-Garonne | |                           |                           |                          |                          |